# The Klondike Kid
The Klondike Kid (engelska: The Klondike Kid) är en amerikansk animerad kortfilm med Musse Pigg från 1932.

## Handling
Musse Pigg är pianist i en bar. Han räddar livet på en frusen Mimmi Pigg, men så kommer Svarte Petter och rövar bort henne. Det är upp till Musse att rädda henne.

## Om filmen
Filmen är den 49:e Musse Pigg-kortfilmen som producerades och den trettonde som lanserades år 1932.
Filmen finns sedan 1999 dubbad till svenska.

## Rollista
| Roll          | Originalröst      | Svensk röst     |
| Musse Pigg    | Walt Disney       | Anders Öjebo    |
| Mimmi Pigg    | Marcellite Garner | Åsa Bjerkerot   |
| Långben       | Pinto Colvig      | Jan Modin       |
| Pluto         | Pinto Colvig      | ingen röst      |
| Svarte Petter | Pinto Colvig      | Stephan Karlsén |